# Little Rock Nine

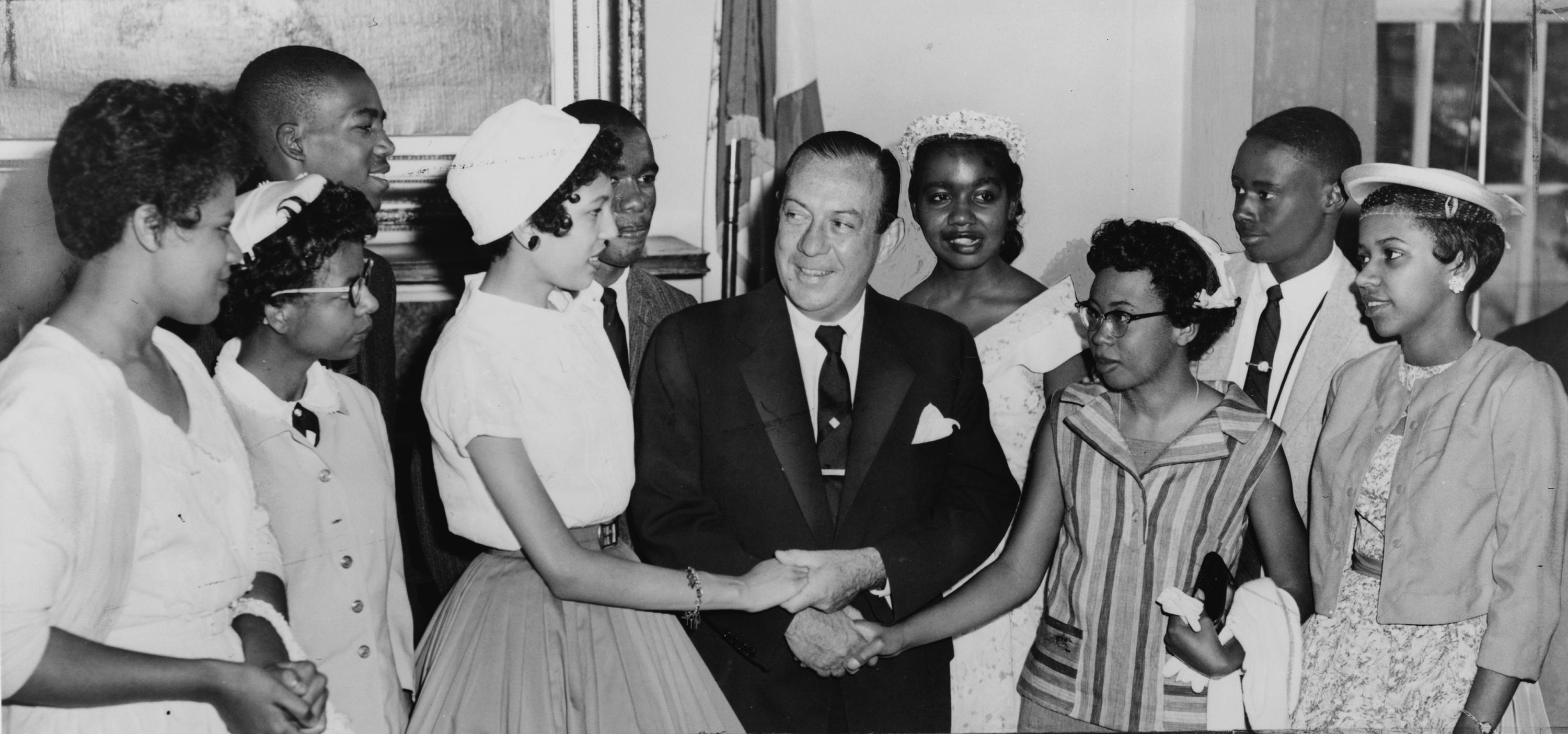
Little Rock Nine möter New Yorks borgmästare Robert F. Wagner Jr., 1958. Främre raden fr. v.: Minnijean Brown, Elizabeth Eckford, Carlotta Walls LaNier, Wagner Jr., Thelma Mothershed, Gloria Ray. Bakre raden fr. v.: Terrence Roberts, Ernest Green, Melba Pattillo Beals, Jefferson Thomas.

Little Rock Nine (på svenska ungefär: "De nio från Little Rock") var en grupp afroamerikanska elever som började studera vid den då rassegregerade skolan Little Rock Central High School i Little Rock, Arkansas 1957. De var de nio första afroamerikanska eleverna vid skolan, och deras skolgång utvecklades till en maktkamp mellan USA:s federala regering och delstaten Arkansas. Det bidrog också till avskaffandet av rassegregationen inom skolsystemet i hela den amerikanska södern.

## Historik
1954 hade USA:s högsta domstol beslutat att det inte längre skulle vara tillåtet att ha skolor segregerade mellan svarta och vita. 1957 var det dags för Little Rock att implementera det hela, och National Association for the Advancement of Colored People (NAACP) hade registrerat nio noggrant utvalda högpresterande svarta elever, kallade Little Rock Nine, på den tidigare helvita skolan Little Rock Central High School.
Detta ledde till stora protester bland den vita majoriteten både på skolan och i samhället, med lynchstämning som följd. De nio svarta försökte den 2 september att gå till skolan men möttes av en stor mobb. Arkansas guvernör, Orval Faubus, hade även kallat in nationalgardet för att stoppa Little Rock Nine från att komma in på skolan.
Den 20 september 1957 fattade högsta domstolen ett beslut som tvingade Faubus att dra tillbaka nationalgardet från skolan. Den 23 september försökte de nio eleverna återigen ta sig till Little Rock Central High School, vilket fick Faubus att istället sätta in polis. Samtidigt hade mobben som försökte hindra eleverna blivit både större och mer aggressiv; efter bara några minuter i skolan tvingades eleverna därför fly för sina liv.
Vid det här laget vidtog president Dwight D. Eisenhower åtgärder för att upprätthålla den federala lagstiftningen. Den 24 september kallade Eisenhower 1 200 soldater från 101st Airbourne Division till skolan, samtidigt som han federaliserade hela Arkansas nationalgarde om 10 000 man och beordrade dem att återvända hem. Den 25 september kunde de ditkallade soldaterna tvinga tillbaka mobben, och Little Rock Nine kunde till slut eskorteras in i skolan. Trots detta så fick de under resten av skolgången ett rasistiskt och fientligt bemötande från stora delar av den vita majoriteten bland eleverna på skolan; åtta av de nio eleverna gick kvar i skolan vid läsårets slut, och endast tre kom att ta examen.

## Medlemmar
De nio i Little Rock Nine var/är följande:

- Ernest Green(en) (född 1941)
- Elizabeth Eckford(en) (född 1941)
- Jefferson Thomas(en) (1942–2010)
- Terrence Roberts(en) (född 1941)
- Carlotta Walls LaNier(en) (född 1942)
- Minnijean Brown(en) (född 1941)
- Gloria Ray (född 1942)
- Thelma Mothershed(en) (1940–2024)
- Melba Pattillo Beals(en) (född 1941)

Ernest Green blev den första afroamerikanen att ta examen från Little Rock Central High School. Gloria Ray gifte sig senare med en svensk och flyttade till Sverige.

## Utmärkelser
Medlemmarna i Little Rock Nine fick 1999, för sin medverkan inom USA:s medborgarrättsrörelse, motta USA:s kongress guldmedalj (tillverkade av en kvarts kilo guld). 18 maj 2015 fick de nio motta pris från Abraham Lincoln Presidential Foundation.